# Міжнародна асоціація навколосмертних досліджень
Міжнародна асоціація навколосмертних досліджень (International Association for Near-Death Studies, IANDS) — американська наукова некомерційна організація, головний офіс якої розташований у Даремі, Північна Кароліна, що займається дослідженнями, пов'язаними зі смертю. Заснована в США в 1981 році з метою вивчення та надання інформації про феномен передсмертного досвіду. Перетворилася на міжнародну організацію, яка має мережу з понад 50 місцевих груп інтересів і приблизно 1200 членів по всьому світу. IANDS також підтримує та допомагає тим, хто перебуває при смерті (NDErs) і їхнім близьким.

## Діяльність
Спочатку організація була відома як Асоціація з наукового вивчення передсмертних явищ. Цю групу заснували дослідники Джон Одетт, Брюс Грейсон, Кеннет Рінг і Майкл Сабом у 1978 році. Першим президентом цієї асоціації був Джон Одетт, який пізніше обіймав посаду виконавчого директора. У 1981 році організація змінила свою назву на Міжнародну асоціацію навколосмертних досліджень (також відому як IANDS).
До колишніх президентів IANDS також належать дослідники Кеннет Рінг і Брюс Грейсон, які були президентами на початку 1980-х років. Президентство Рінга та Грейсона (1981–83) ознаменувало початок професійних досліджень на тему NDE, що призвело до створення журналу Near-Death Studies у 1982 році. Грейсон пізніше працював директором з досліджень в IANDS. Під час президентства Джона Александра, у 1984 році, організація провела свою першу дослідницьку конференцію у Фармінгтоні (Коннектикут).
Елізабет Фенске прийняла президентство від Джона Олександра в 1986 році та брала участь у перенесенні головного офісу до Філадельфії наприкінці 1980-х років. Кінець десятиліття також ознаменував період поширення IANDS. Місцеві філії були створені у великих містах США, а перша національна конференція IANDS відбулася в Роузмонт-коледжі (Пенсільванія) в 1989 році. На початку дев'яностих Ненсі Еванс Буш посіла пост президента асоціації.
У 2008 році, під час президентства Даян Коркоран, організація заснувала свою поточну штаб-квартиру в Даремі, штат Північна Кароліна. Подальша діяльність включає розробку веб-сайту IANDS і продовження підтримки груп підтримки та членів.
IANDS відповідає за публікацію журналу «Near-Death Studies», спочатку відомого як «Anabiosis» — єдиного наукового журналу у галузі досліджень близької смерті. Він рецензується та публікується щоквартально.
Іншим виданням є щоквартальний інформаційний бюлетень «Vital Signs», вперше надрукований у 1981 році. Організація також підтримує архів історій передсмертних випадків для дослідження та вивчення. Вивчає свідчення про минулі життя і реінкарнацію.
IANDS регулярно організовує конференції на тему передсмертного досвіду. Конференції проводяться, як правило, щорічно у великих містах США. Першою зустріччю був медичний семінар в Єльському університеті, Нью-Гейвен (Коннектикут) у 1982 році. За ним відбулася перша клінічна конференція в Пемброк-Пайнс (Флорида) і перша дослідницька конференція у Фармінгтоні (Коннектикут) у 1984 році. Кожна конференція зазвичай визначається формулюванням теми конференції. У 2004 році темою конференції була «Творчість від світла».
Організація також співпрацює з академічними закладами щодо проведення конференцій. У 2001 році конференція IANDS відбулася в Тихоокеанському університеті Сіетла. У 2006 році IANDS співпрацювала з онкологічним центром доктора медичних наук Андерсона Техаського університету, який став першим медичним закладом, який прийняв щорічну конференцію IANDS. Доповіді з конференції пізніше були зібрані та опубліковані в «Довіднику передсмертного досвіду: тридцять років дослідження».
У 2013 році конференція відбулася в Арлінгтоні, штат Вірджинія, і темою була «Втрата, горе та відкриття надії: історії та дослідження передсмертного досвіду». Конференція 2014 року відбулася в Ньюпорт-Біч (Каліфорнія) і привернула увагу газети «The Epoch Times», яка підготувала кілька звітів з зустрічі.